# Ivan Origone
Ivan Origone (Aoste, 31 mars 1987) est un skieur de vitesse italien. Il est devenu recordman du monde de ski de vitesse avec 254,958 km/h en 2016 dépassé depuis par Simon Billy le 22 mars 2023.

## Biographie
Originaire d'Ayas, il est le frère cadet de Simone, un des plus importants athlètes de ce sport. C'est lui qui lui a fait découvrir cette spécialité, lui faisant abandonner de fait le ski alpin, dans lequel il ne pouvait lui aussi se vanter d'un classement important.
Il a commencé avec l'équipe nationale italienne. Le 1er avril 2005, il a participé aux championnats mondiaux au Breuil Cervinia où il s'est qualifié à la trente-huitième place. Trois jours plus tard, dans la même localité, il a débuté dans une épreuve de Coupe du Monde, se plaçant à la vingtième place.
Aux saisons successives, il n'a pas participé aux épreuves de la FIS. Toutefois, le 20 avril 2006, sur la piste olympique des Arcs, où la discipline a fait sa première et jusqu'à aujourd'hui unique apparition aux Olympiades, ayant été discipline de démonstration à Albertville en 1992, il a enregistré le second chronomètre et le record du monde junior avec 250,70 km/h. Dans le même temps, Simone établissait le nouveau record du monde atteignant les 251,40 km/h.
Il s'est représenté à une épreuve de Coupe du Monde en 2007, et le 2 mars à Sun Peaks, à sa troisième épreuve du circuit, il a obtenu sa première victoire. À la fin de la saison, il a terminé second du classement de la coupe, juste derrière son frère.
L'année suivante, il a remporté six des sept épreuves au programme. Il s'est adjugé la boule de cristal, trophée qu'il n'a cependant pas pu défendre l'année suivante en raison d'une violente chute en entraînement qui a causé une fracture du bras droit et de nombreuses autres contusions. Il a dû laisser passer la saison entière.
Revenu à la compétition en 2010, il a à nouveau récolté la seconde place de la classification finale de la Coupe du Monde, résultat doublé l'année suivante, au cours de laquelle il a également obtenu la médaille d'argent aux championnats mondiaux de Verbier.

### 2015
Souvent classé à la deuxième place derrière son frère Simone, il prend néanmoins la première place lors de l'édition de mars 2015 des championnats du monde.

### 2016
Il atteint sur la piste Chabrières de Vars la vitesse de 254,958 km/h, nouveau record du monde.

## Palmarès

### Mondiaux
- 2 médailles:
  - 1 médaille d'or (au Pas de la Case/Grandvalira 2015)
  - 1 médaille d'argent (à Verbier 2011)

### Coupe de Monde
- Vainqueur de la Coupe du Monde de ski de vitesse en 2008 et en 2015
- 32 podiums :
  - 18 victoires
  - 10 secondes places
  - 4 troisièmes places

#### Coupe du Monde - victoires
| Date            | Lieu              | Pays     |
| --------------- | ----------------- | -------- |
| 2 mars 2007     | Sun Peaks         | Canada   |
| 20 mars 2007    | Hundfjället       | Suède    |
| 27 mars 2007    | Salla             | Finlande |
| 2 février 2008  | Vars              | France   |
| 6 mars 2008     | Sun Peaks         | Canada   |
| 7 mars 2008     | Sun Peaks         | Canada   |
| 27 mars 2008    | Salla             | Finlande |
| 28 mars 2008    | Salla             | Finlande |
| 1er avril 2008  | Hundfjället       | Suède    |
| 5 mars 2010     | Sun Peaks         | Canada   |
| 15 mars 2010    | Salla             | Finlande |
| 16 mars 2010    | Salla             | Finlande |
| 21 mars 2010    | Idre              | Suède    |
| 29 mars 2011    | Salla             | Finlande |
| 30 mars 2011    | Salla             | Finlande |
| 3 mars 2013     | Sun Peaks         | Canada   |
| 7 avril 2013    | Le Pas de la Case | Andorre  |
| 22 février 2014 | Le Pas de la Case | Andorre  |